# KRI 알루고로 (405)
KRI 알루고로 405(KRI Alugoro (405))는 인도네시아 해군의 1400톤급 디젤 잠수함이다.

## 역사
2011년 대우조선해양은 인도네시아 해군의 1400톤급 디젤 잠수함 3척을 1조 3000억원에 수주했다. 당초 인도네시아 정부는 확정 2척, 옵션 1척을 조건으로 내세웠으나 최종 협상에서는 3척을 확정 발주하는 것으로 내용을 변경했다. 국내 방산 수출 역사상 최고가 계약이며, 승용차 7만대 수출과 맞먹는 규모다.
2017년 8월 2일, 거제 옥포조선소에서 알루고로급 잠수함의 1번함인 알루고로함의 인도식을 가졌다.